# 任祥屯站
任祥屯站位于山东省菏泽市郓城县程屯镇，是京九铁路的一座火车站，等级为四等站，距北京西站517公里，距常平站1798公里，本站及相邻上下行区间均为电气化区段。车站建于1996年，本站只办理货运，不办理客运业务。